# جوردي نيلسون
جوردي نيلسون (بالإنجليزية: Jordy Nelson)‏ هو لاعب كرة قدم أمريكية أمريكي، ولد في 31 مايو 1985 في مانهاتن في الولايات المتحدة.

## وصلات خارجية
- الموقع الرسمي
- جوردي نيلسون على موقع إي إس بي إن.كوم (أن.أف.أل)3
- جوردي نيلسون على موقع مرجع كرة القدم المحترفة.كوم (الإنجليزية)
- جوردي نيلسون على موقع كلية كرة القدم في سبورتس رفرنس.كوم (الإنجليزية)